# Menjagrà de Cuba
El menjagrà de Cuba (Melopyrrha nigra) o (Pyrrhulagra nigra) és un ocell de la família dels tràupid (Thraupidae).

## Hàbitat i distribució
Habita matolls i boscos de Cuba, incloent l'illa de la Juventud i altres petites illes costaneres.

## Taxonomia
El menjagrà de Grand Cayman (Melopyrrha taylori), ha estat considerat una subespècie del menjagrà de Cuba, però actualment és ubicada a la seua pròpia espècie arran treballs com ara Garrido et al 2014.